# 도와다미나미역
도와다미나미역(일본어: 十和田南駅)은 일본 아키타현 가즈노시에 위치한 동일본 여객철도 하나와 선의 철도역이다. 섬식 승강장 1면 2선의 구조를 갖춘 지상역이다.

## 타는 곳
| 1 | ■ 하나와 선 | 상행 | 유제온센 · 모리오카 방면 |
| 2 | ■ 하나와 선 | 하행 | 오타키온센 · 오다테 방면 |

## 이용 현황
| 승차 인원 추이 | 승차 인원 추이 |
| 연도           | 1일 평균       |
| -------------- | -------------- |
| 2000           | 312            |
| 2001           | 283            |
| 2002           | 270            |
| 2003           | 272            |
| 2004           | 260            |
| 2005           | 238            |
| 2006           | 232            |
| 2007           | 245            |
| 2008           | 246            |
| 2009           | 234            |
| 2010           | 226            |
| 2011           | 214            |
| 2012           | 197            |
| 2013           | 185            |
| 2014           | 174            |
| 2015           | 183            |

## 역 주변
- 국도 제103호선 · 국도 제282호선
- 도호쿠 자동차도 도와다 나들목
- 가즈노 시청 도와다 지소

## 인접 역
| 동일본 여객철도 하나와 선 | 동일본 여객철도 하나와 선 | 동일본 여객철도 하나와 선 |
| ------------------------- | ------------------------- | ------------------------- |
| 시바히라 고마 방면        | ■ 하나와 선               | 스에히로 오다테 방면      |